# Parlo
Parlo è una frazione del comune di Segonzano, in provincia di Trento.

## Geografia fisica

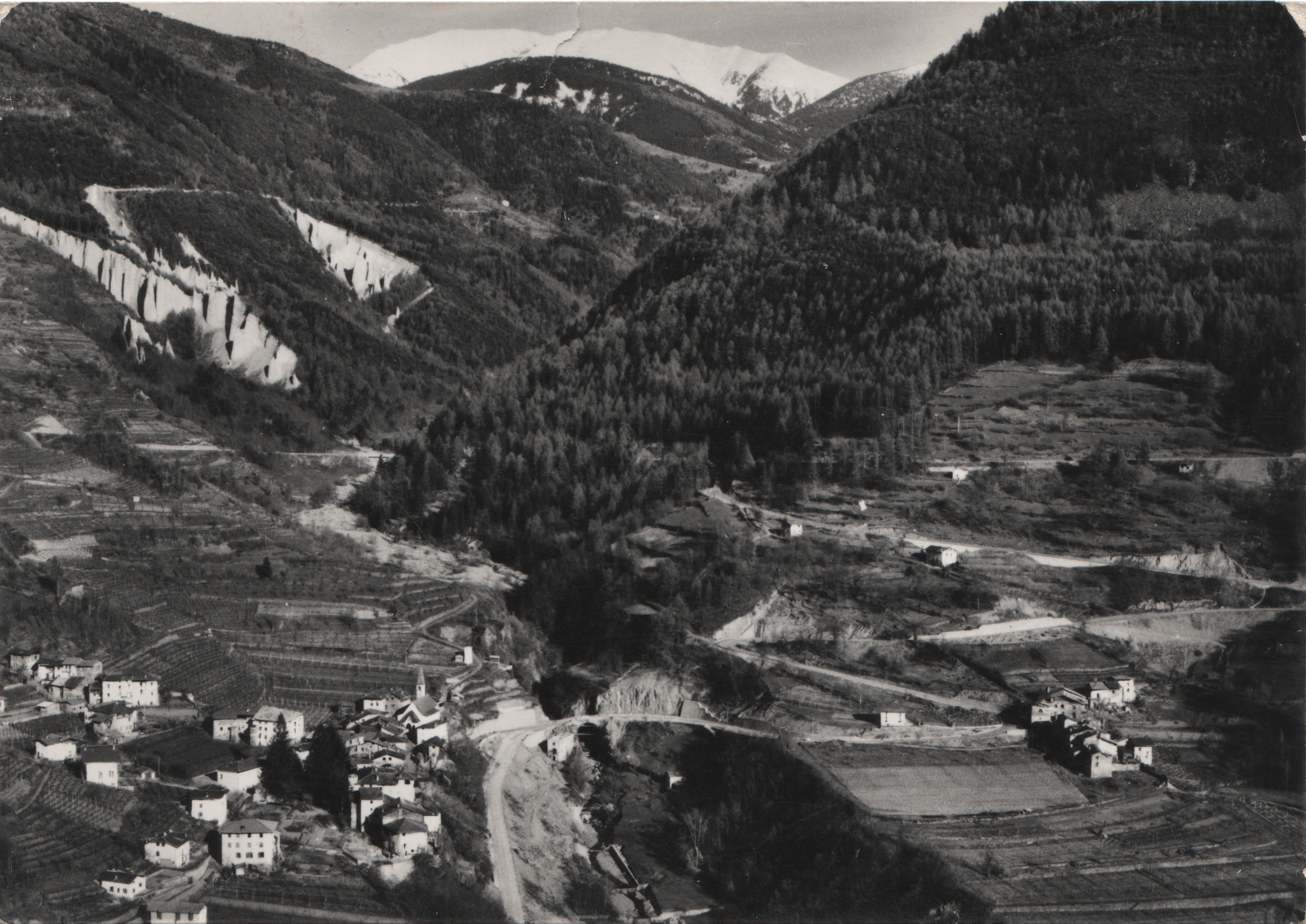
Parlo (a destra), Piazzo, le piramidi di Segonzano e il rio Regnana in una foto del 1970 circa

Il villaggio sorge sulla sinistra orografica del rio Regnana, in Val di Cembra, a circa 530-540 m s.l.m., a poca distanza dal paese di Piazzo.

## Storia
Il paese è formato da poche case, costruite lungo il vecchio corso stradale; l'origine del suo nome è ignota, ma secondo alcune teorie potrebbe derivare da un soprannome che ha dei paralleli nel termine dialettale bresciano pèrlo, che indica il pero corvino.
Assieme a Piazzo, il paese di Parlo si trovò al centro della battaglia di Segonzano, combattuta il 2 novembre 1796.

## Monumenti e luoghi di interesse

### Architetture religiose

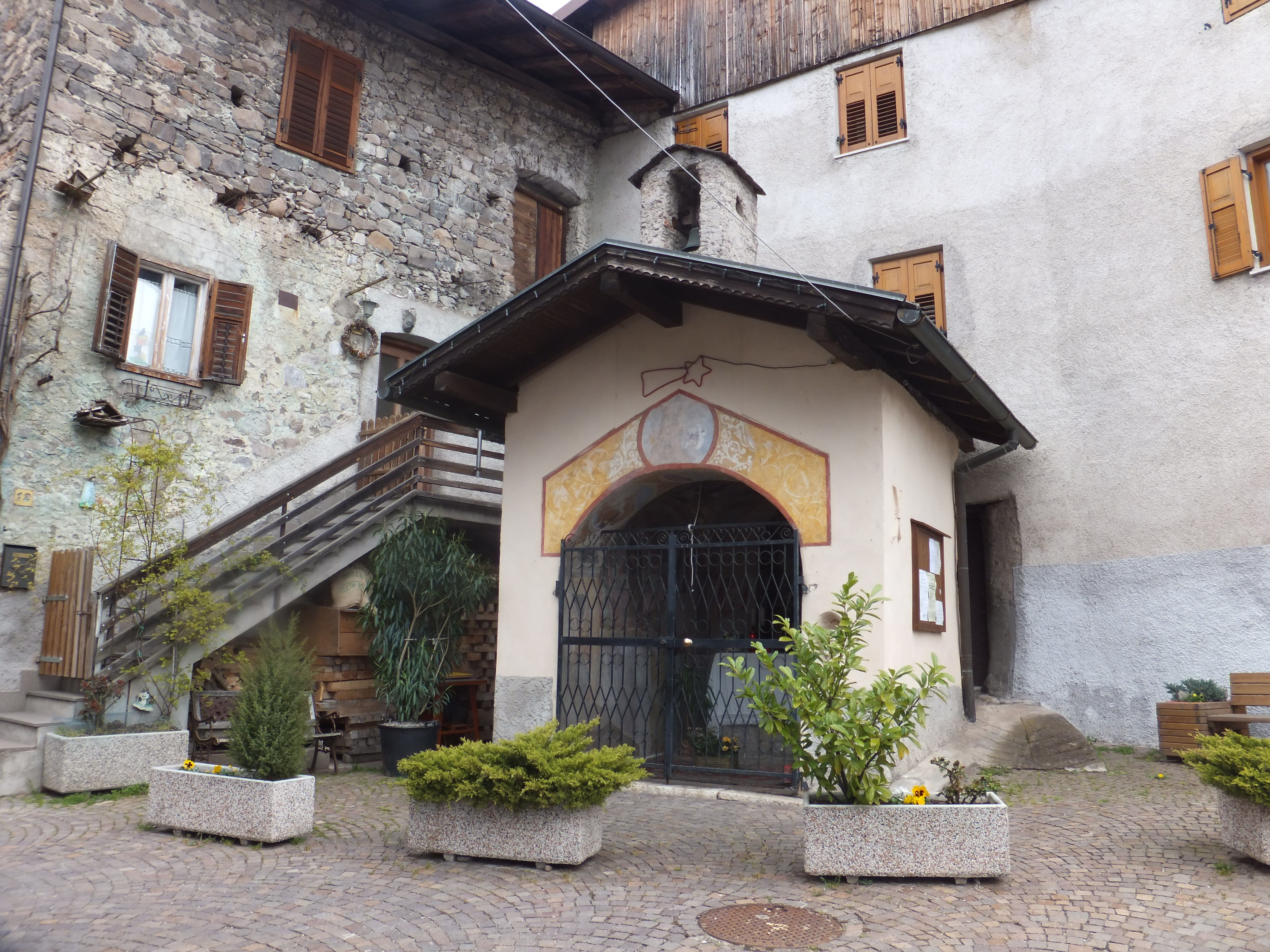
La cappella di Santa Maria Maddalena

Nella piazza centrale del paese si erge una piccola cappella dedicata a santa Maria Maddalena; la sua costruzione viene spesso ricollegata alla figura della baronessa Maria Maddalena Spaur Valer, vedova di Felice Bonaventura a Prato, la quale fu reggente della giurisdizione di Segonzano nella seconda metà del Seicento. Tuttavia, sotto l'arcata d'ingresso sono affrescati due stemmi, appartenenti alle famiglie Silvestri e Barbi di Castel Tavon (presso Tavon, oggi frazione di Predaia), il secondo dei quali è certamente antecedente al 1650.
Si tratta di un edificio semplice, con facciata a due spioventi aperta sul fronte da un'ampia arcata d'ingresso a centina ribassata, chiusa da una cancellata; sulla sommità si erge una piccola cella campanaria. A dispetto delle dimensioni modeste, la cappella è molto decorata: sulla parete di fondo (molto deteriorata dall'umidità) sono affrescati Maria Maddalena affiancata dai santi Rocco e Sebastiano, i quattro evangelisti sul soffitto, i santi Giovanni Battista, Antonio e Giobbe sulla parete sinistra e santa Lucia con la Madonna della Misericordia su quella destra; la pala d'altare, che raffigura l'ascensione al cielo di Maria Maddalena sollevata da due angeli, è risalente al XVIII-XIX secolo. 
L'edificio è stato restaurato nel 1926, nel 1967, nel 1980 e nel 2010.